# قرص رقمي متعدد الاستخدامات
قرص الفيديو الرقمي (بالإنجليزية: Digital Video Disc)‏ أو القرص المتعدد الاستخدامات الرقمي (بالإنجليزية: Digital Versatile Disc)‏، والذي يعرف في معظم الوقت باسم دي في دي (DVD)، هو قرص بصري يستخدم كواسطة لتخزين البيانات، وبإمكانه حفظ الأفلام ذات جودة الوضوح والصوت العاليتين. تشبه هذه الأسطوانات الأقراص المضغوطة من ناحية القياسات (12 سم)، ولكنها مشفرة بهيئة أخرى بكثافة أعلى بكثير. بإمكان القرص استيعاب 8.5 جيجابايت من المعلومات مما يؤدي إلى استبدال تقنية القرص المدمج.

## التسمية
حقيقة الاسم اختصار لكلمة « Dissociated Vertical Deviation » بمعني تفارق الانحراف العمودي [بحاجة لمصدر]، والكلمة مأخوذة من حركة العين البصرية، حيث أن قارى الأقراص يعتمد على عين واحدة، وحركة عمودية لقارئة القرص بإرسال شعاع ليزر دقيق. إلا أن بعض المعاجم تعتمد ترجمتها الحديثة على أنها « القرص الرقمي متعدد الاستخدامات » (Digital Versatile Disc) أو « قرص الفيديو الرقمي » (Digital Video Disc).

## أحجام وسعات التخزين
يمكن للقرص الرقمي أن يسجل المعلومات في جهة واحدة أو في جهتين، وكذلك في طبقة واحدة أو اثنتين (للجهتين). عدد الجهات والطبقات يحدد مدى استيعاب القرص للمعلومات.
- DVD-5: جهة واحدة، طبقة واحدة، 4.7 جيجابايت
- DVD-9: جهة واحدة، طبقتان، 8.54 جيجابايت
- DVD-10: جهتان، طبقة واحدة في الجهتين، 9.4 جيجابايت
- DVD-14: جهتان، طبقتان في جهة وطبقة واحدة في الجهة الأخرى، 13.24 جيجابايت
- DVD-18: جهتان، طبقتان، 17.08 جيجا بايت

يوجد أيضاً أقراص رقمية طولها 8 سم بإمكانها حفظ 1.5 جيجابايت. ويستخدم في بعض أجهزة تصوير الفيديو

### سرعات قراءة الدي في دي
0.5×: 10.55 م\ث
1×: 21.09 م\ث
2.3×:27.43 م\ث
6×: 42.19 م\ث
8×: 63.30 م\ث
12×: 84.38 م\ث
20×: 168.75 م\ث

## أنواع
تختلف أنواعها بحسب استعمالاتها:
- (DVD-R) قرص يسمح بالتسجيل وإضافة الملفات لكن لا يمكن إعادة حذفها، يوصف على أنه لاستخدام واحد، ولا يحتاج إلى تهيئة قبل الاستعمال
- (DVD+R) قرص يسمح بالتسجيل وإضافة الملفات لكن لا يمكن إعادة حذفها، يوصف على أنه لاستخدام واحد، ولكنه يحتاج إلى تهيئة قبل الاستعمال، ويتمز عن سابقه أن له إمكانه تجاوز الأخطاء مما يسمح بتسجيل أكثر دقة، يجعله مناسبا أكثر للمواد الإعلامية
- (DVD-RW) قرص قابل للتسجيل وحذف الملفات لمرات عديدة
- (DVD-RAM) قرص يمكن التسجيل عليه لعدة مرات ويمكن حذف وإضافة الملفات لكنه لا يدعم إلا الأجهزة المتوافقة مع هذا النوع من الأقراص
- (DVD-ROM) قرص يستخدم لمرة واحدة فقط

كما تختلف بحسب محتواياتها :
- محتويات سمعية وبصرية (فيديو)
- محتويات سمعية فقط (صوت)
- محتويات رقمية (ملفات، برامج، ألعاب.)